# Lecanora castaneoides
Lecanora castaneoides är en lavart som beskrevs av H.Magn.. Lecanora castaneoides ingår i släktet Lecanora, och familjen Lecanoraceae. Arten är reproducerande i Sverige.